# Leiobunum holtae
Leiobunum holtae is een hooiwagen uit de familie Sclerosomatidae.